# Golfo de Trieste

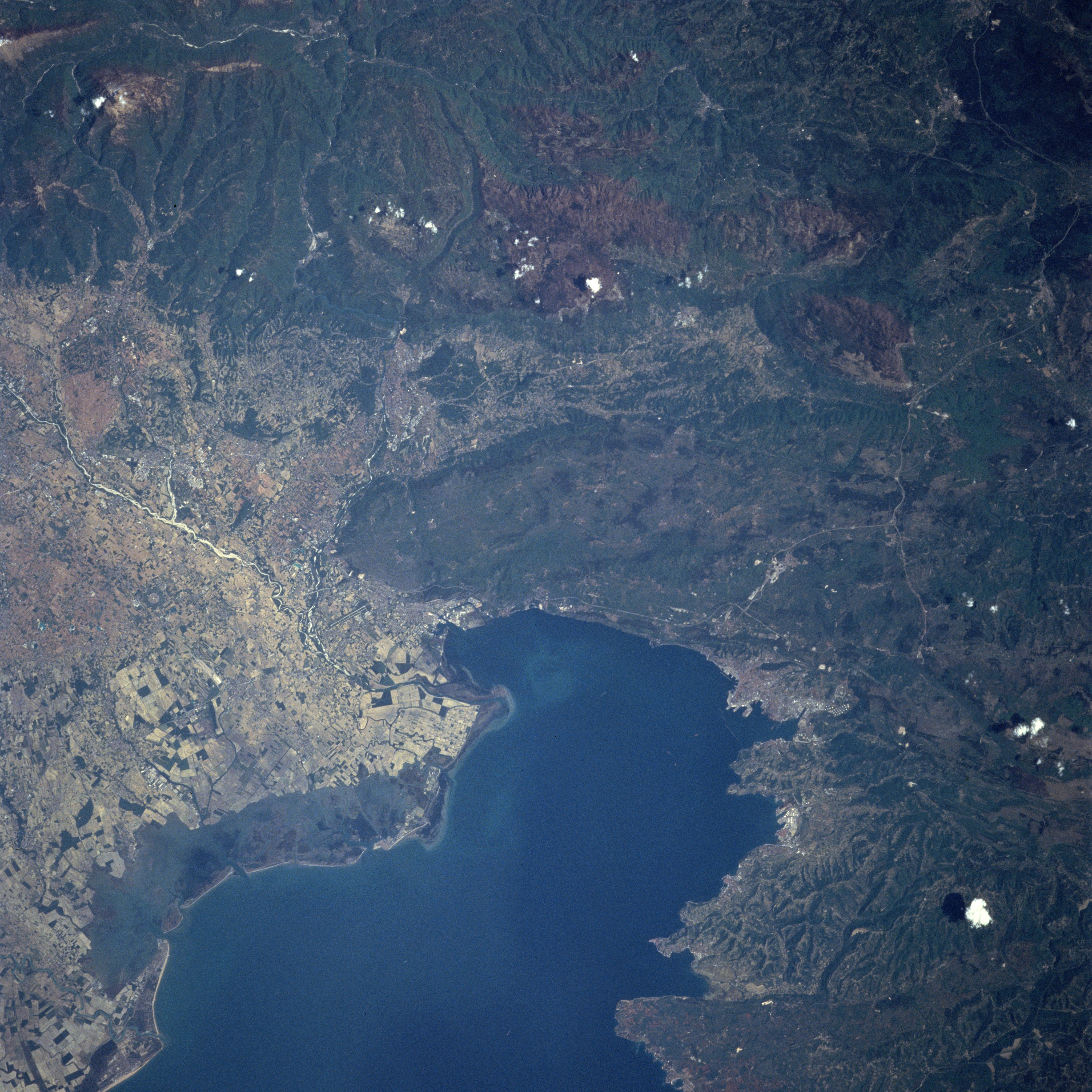
Golfo de Trieste e costa litoral

O golfo de Trieste (em italiano:  Golfo di Trieste, em esloveno:  Tržaški zaliv, em croata:  Tršćanski zaljev, em alemão:  Golf von Triest) é uma baía pouco profunda do mar Adriático, no extremo norte do mar Mediterrâneo. Faz parte do golfo de Veneza e é dividido entre a Itália, a Eslovénia e a Croácia. A sul é delimitado pela península da Ístria.